# Irajatherium
Irajatherium — вимерлий рід цинодонтів, відомий лише типовий вид Irajatherium hernandezi. Він названий на честь Іраджа Даміані Пінто.

## Види
Irajatherium hernandezi відомий лише за плечовою кісткою, стегновою кісткою, двома щелепами та неповною верхньою дугою. Він був зібраний у формації Канделарія в муніципалітеті Факсінал-ду-Сотурно в басейні Парана на південному сході Бразилії.